# NGC 4951
NGC 4951 (другие обозначения — MCG -1-33-81, IRAS13025-0613, PGC 45246) — спиральная галактика с перемычкой (SBc) в созвездии Дева.
Этот объект входит в число перечисленных в оригинальной редакции «Нового общего каталога».